# The Allman Brothers Band
The Allman Brothers Band byla americká rocková skupina, kterou v roce 1969 založili bratři Duane a Gregg Allmanovi. Skupina se rozpadla roku 1976, o dva roky později byla obnovena, ale roku 1982 opět zanikla. Další obnovení přišlo v roce 1989, odkdy skupina vystupovala až do roku 2014. Právě v tomto roce oznámili Derek Trucks a Warren Haynes svůj odchod a skupina následně ukončila svou činnost. Během své kariéry skupina vydala jedenáct studiových alb.

## Diskografie
- The Allman Brothers Band (1969)
- Idlewild South (1970)
- At Fillmore East (1971)
- Eat a Peach (1972)
- Brothers and Sisters (1973)
- Win, Lose or Draw (1975)
- Enlightened Rogues (1979)
- Reach for the Sky (1980)
- Brothers of the Road (1981)
- Seven Turns (1990)
- Shades of Two Worlds (1991)
- Where It All Begins (1994)
- Hittin' the Note (2003)

## Členové
- Duane Allman – kytara (1969-1971)
- Gregg Allman – varhany, klavír, kytara, zpěv (1969–1976, 1978–1982, 1986, 1989–2014)
- Dickey Betts – kytara, zpěv (1969-1976, 1978-1982, 1986, 1989-2000)
- Jai Johanny „Jaimoe“ Johanson – bicí, perkuse (1969–1976, 1978–1980, 1986, 1989–2014)
- Berry Oakley – baskytara, zpěv (1969-1972)
- Butch Trucks – bicí (1969–1976, 1978–1982, 1986, 1989–2014)
- Chuck Leavell – klavír, syntezátory (1972-1976, 1986)
- Lamar Williams – baskytara, zpěv (1972-1976)
- David Goldflies – baskytara (1978-1982)
- Dan Toler – kytara (1978-1982, 1986)
- Mike Lawler – klávesy (1980-1982)
- David „Frankie“ Toler – bicí (1980-1982)
- Warren Haynes – kytara, zpěv (1989–1997, 2000–2014)
- Johnny Neel – klávesy, harmonika (1989-1990)
- Allen Woody – baskytara (1989-1997)
- Marc Quiñones – bicí, perkuse (1991–2014)
- Oteil Burbridge – baskytara, zpěv (1997–2014)
- Jack Pearson – kytara, zpěv (1997-1999)
- Derek Trucks – kytara (1999–2014)
- Jimmy Herring – kytara (2000)